# ビルキース・マカーニー・ベーグム
ビルキース・マカーニー・ベーグム（ウルドゥー語: تاج بیبی بلقیس مکانی بیگم صاحبہ, Bilqis Makani Begum, 1573年5月13日 - 1619年4月18日）は、北インド、ムガル帝国の第4代皇帝ジャハーンギールの妃。同国第5代皇帝シャー・ジャハーンの母でもある。ジャガト・ゴーサーイン（Jagat Gosain）、ジョード・バーイー（Jodh Bai）あるいはジョーダー・バーイー（Jodha Bai）とも呼ばれる。

## 生涯
1573年 4月18日、マールワール王国（ラージプート諸王国の一つ）の君主ウダイ・シングの娘として生まれた。
1586年1月21日、ムガル帝国との盟約の証として、皇帝アクバルの皇子サリーム（のちのジャハーンギール）とファテープル・シークリーで結婚した。彼女はヒンドゥー教からイスラーム教に改宗はしなかったが、宮廷では「ビルキース・マカーニー」と呼ばれた。
1592年1月5日、のちの第5代皇帝シャー・ジャハーンとなるフッラムをラホールで生んだ。
1619年4月18日、ビルキース・マカーニーはアーグラで死亡し、その遺体はソーハーグプルに埋葬された。